# Nomada abnormis
Nomada abnormis là một loài Hymenoptera trong họ Apidae. Loài này được Ducke mô tả khoa học năm 1912.